# Lime Doce
Lime Doce est un village du Cap-Vert sur l’île de Brava.

## Démographie
En 2010, sa population est de 441 habitants.